# Charles Eloi Demarquet
Charles Eloi Demarquet (13 de junio de 1796-París, Francia, 26 de febrero de 1870) fue un militar francés y uno de los principales edecanes de Simón Bolívar ).

## Biografía
Originalmente era un oficial francés, luchó para Napoleón, probablemente en Waterloo, y es posible que perdiera tres dedos en esa batalla. Se unió a Bolívar lo suficientemente pronto como para ser una de las figuras principales mencionadas en la batalla de Carabobo. En Ecuador, entabló amistad con Jean-Baptiste Boussingault, quien más tarde se convirtió en un famoso químico y dejó unas memorias en las que describe tanto su estancia en Sudamérica en general como su relación con Demarquet en particular:

Había sido muy amigo de Demarquet, a quien había conocido en Quito, donde se había casado. [...] Fue en Jamaica donde conoció a Bolívar, después de que este se viera obligado a marcharse tras ser derrotado en Cartagena por las tropas de Morillo. Allí fue donde Bolívar reclutó a varios militares franceses que le seguirían cuando regresara a Venezuela.

Demarquet se convirtió en su primer edecán, luchó en todas las guerras de independencia, comenzando en 1816 o 1817, acompañó al Libertador en la campaña de Perú [...]

Demarquet era un hombre honesto en todos los sentidos de la palabra. A lo largo de su difícil y peligrosa carrera, sufrió mucho en el entorno en el que las circunstancias le obligaron a vivir; tenía un buen humor encantador, que no excluía una gran sensibilidad.

Desde muy temprano, fue ascendido regularmente hasta alcanzar el rango de coronel (en 1829). El 26 de julio de 1822, ya era lo suficientemente cercano a Bolívar como para ser una de las pocas personas presentes en la conferencia de Guayaquil, cuando Bolívar y José de San Martín se reunieron. Según Lafond de Lurcy, actuó como secretario de Bolívar en esa ocasión.
En 1823, se comprometió con Manuela Fernández-Salvador y Gómez de la Torre, hija del destacado jurista José Fernández Salvador, se casó con ella entonces o poco después y se estableció en Quito. Su suegro también era un colaborador cercano de Bolívar.
Durante el levantamiento de Pasto en 1823, firmó numerosas órdenes en nombre de Bolívar. Posiblemente también fue uno de los principales agentes que trabajaron para apoyar a Bolívar como dictador, particularmente en 1826. Cuando la amante de Bolívar, Manuela Sáenz, emprendió un peligroso viaje de Quito a Bogotá entre diciembre de 1827 y enero de 1828, él la acompañó como escolta. Durante el conflicto colombo-peruano por Guayaquil, fue representante de Bolívar ante el gobierno peruano en 1829. Posteriormente, Bolívar lo recomendó para la legación de Holanda, pero la dimisión y posterior muerte de Bolívar en 1830 impidieron que se tomaran más medidas al respecto.
Tras la muerte de Bolívar, Demarquet sirvió al general Florès (el primer líder de la nueva nación de Ecuador) durante algún tiempo antes de retirarse de nuevo. Posteriormente se dedicó (o se dedicó exclusivamente) a los negocios, pero también volvió a servir a Ecuador en sus conflictos con Florès. Terminó sus días en París, donde murió el 27 de febrero de 1870. Está enterrado en el cementerio de Père Lachaise.

## Vida personal
Entre sus descendientes destacados se encuentran su hijo mayor, Carlos, un político ecuatoriano que ocupó el cargo de jefe político del cantón de Quito entre 1886 y 1892, y el historiador y académico francés Jean-Jacques Chevallier.